# Heilgeiststraße 87 (Stralsund)

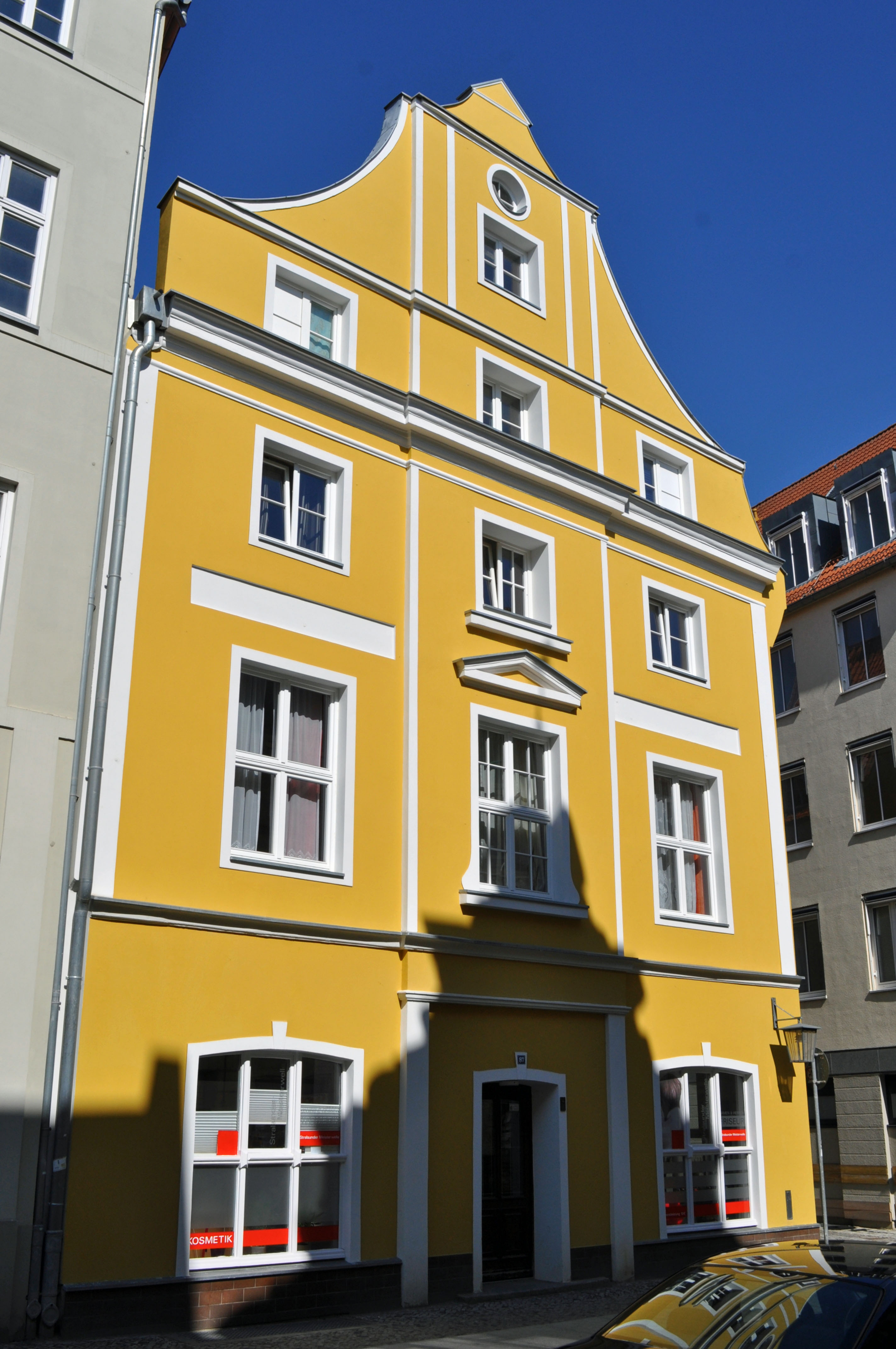
Das Haus Heilgeiststraße 87 in Stralsund (2012)

Das Gebäude mit der postalischen Adresse Heilgeiststraße 87 ist ein denkmalgeschütztes Bauwerk in der Heilgeiststraße in Stralsund.
Der dreigeschossige Putzbau mit Schweifgiebel wurde am Ende des 18. Jahrhunderts errichtet.
Beim Bombenangriff auf Stralsund am 6. Oktober 1944 wurde das Gebäude schwer beschädigt. Im Jahr 1953 wurde das Haus neu aufgebaut. Dabei richtete man sich nach dem ursprünglichen Aussehen der Fassade, jedoch war keine Rekonstruktion beabsichtigt, und das Gebäude wurde in der Architekturauffassung der Nachkriegszeit hergestellt. Da das östliche Nachbargebäude im Krieg völlig zerstört worden war, wurde das Haus Nr. 87 als Eckgebäude wiederhergestellt; dabei erhielt die Seitenfassade wie die Fassade zur Heilgeiststraße eine übergiebelte Wandvorlage.
Das Haus liegt im Kerngebiet des von der UNESCO als Weltkulturerbe anerkannten Stadtgebietes des Kulturgutes „Historische Altstädte Stralsund und Wismar“. In die Liste der Baudenkmale in Stralsund ist es mit der Nr. 344 eingetragen.